# اثیل نجیفی
اثیل النجیفی (عربی: أثيل النجيفي؛ زادهٔ ۱۹۵۸) یک سیاست‌مدار اهل عراق است. وی در گذشته، یه عنوان استاندار استان نینوا مشغول به فعالیت بوده‌است.